# Rivière Blanche (rivière Maskinongé)
Pour les articles homonymes, voir Rivière Blanche.
La Rivière Blanche est un affluent de la rivière Maskinongé, coulant sur la rive nord du fleuve Saint-Laurent, dans la région administrative de Lanaudière, au Québec, au Canada. Le cours de la rivière traverse les municipalités régionales de comté (MRC) de :
- Maskinongé : municipalité de Saint-Édouard-de-Maskinongé, Sainte-Ursule, Saint-Alexis-des-Monts ;
- D’Autray : municipalité de Saint-Didace.

Le cours de cette rivière descend généralement vers le sud-ouest, d’abord en zone forestière jusqu’à la Traverse des Moulins, puis irrégulièrement en zone agricole ou forestière dans sa partie inférieure.
La partie supérieure de la rivière par le chemin des Deux-Rivières et le chemin Forsight ; la partie intermédiaire est accessible par la Traverse des Moulins ; et la partie inférieure par la route 349 et par le 2e rang de la Californie.

## Géographie
La rivière Blanche prend sa source à l’embouchure du lac Blanc (longueur : 1,5 km ; altitude : 189 km), situé à cheval sur la limite de Saint-Alexis-des-Monts et Saint-Didace, soit à :
- 9,5 km au sud-est du centre du village de Saint-Didace ;
- 8,1 km au nord-ouest du centre du village de Saint-Édouard-de-Maskinongé ;
- 26,9 km au nord-ouest de la rive nord-ouest du fleuve Saint-Laurent.

À partir de sa source, la rivière Blanche coule sur 19,3 km, selon les segments suivants :
Cours supérieur de la rivière Blanche (segment de 6,6 km)
- 0,7 km vers le nord-est dans Saint-Édouard-de-Maskinongé, puis dans Saint-Didace, jusqu’à la limite de Saint-Alexis-des-Monts ;
- 3,7 km vers le nord-ouest en zigzaguant dans Saint-Alexis-des-Monts, en traversant le lac Castor (altitude : 240 m) et le lac Cécile (altitude : 235 m), jusqu’à son embouchure ;
- 1,1 km vers l'ouest, jusqu’à la rive est du lac Blanc ;
- 1,1 km vers le sud, en traversant le lac Blanc jusqu’à son embouchure.

Cours inférieur de la rivière Blanche (segment de 12,7 km)
À partir de l’embouchure du lac Blanc, la rivière Blanche coule sur
- 0,8 km vers le sud-ouest dans Saint-Didace, jusqu’à la confluence de la rivière Rouge ;
- 0,7 km vers le sud-ouest, jusqu’au pont du chemin Forsight ;
- 3,5 km vers le sud-est, formant une courbe vers le sud-est, jusqu’au pont de la Traverse des Moulins ;
- 0,6 km vers l'ouest, jusqu’à la décharge du lac Thomas (venant du nord) ;
- 7,1 km vers le sud-est, en recueillant les eaux du ruisseau Lafrenière lequel draine le hameau Californie, passant du côté sud-est de la montagne d'Albert-Lambert, coupant la route 348 en fin de segment, et serpentant jusqu’à la confluence de la rivière[2].

La Rivière Blanche se déverse sur la rive nord-ouest  de la rivière Maskinongé. La confluence de la Rivière Blanche est située à :
- 0,5 km en aval du pont du village de Saint-Didace ;
- 6,3 km à l'est du lac Maskinongé ;
- 25,6 km au nord-ouest de la rive nord-ouest du fleuve Saint-Laurent.

## Toponymie
Le toponyme rivière Blanche a été officialisé le 20 novembre 1973 à la Commission de toponymie du Québec.